# Thysanopyga cermalodes
Thysanopyga cermalodes là một loài bướm đêm trong họ Geometridae.